# Bryce Brentz
Bryce Everett Brentz (né le 30 décembre 1988 à Crossville, Tennessee, États-Unis) est un voltigeur des Red Sox de Boston de la Ligue majeure de baseball.

## Carrière
Joueur à l'école secondaire en 2007, Bryce Brentz est repêché au 30e tour de sélection par les Indians de Cleveland, mais il repousse l'offre pour plutôt rejoindre les Blue Raiders de l'université Middle Tennessee State. Brentz rejoint ensuite les Red Sox de Boston, qui le sélectionnent au premier tour du repêchage amateur de 2010. Il est le 36e joueur réclamé au total et une sélection que les Red Sox obtiennent des Mets de New York en compensation pour la perte récente de l'agent libre Jason Bay. 
À sa première saison complète dans les rangs professionnels en 2011, Brentz frappe 30 coups de circuit avec les équipes de ligues mineures auxquelles il est assigné. Peu avant le début du camp d'entraînement printanier des Red Sox en 2013, sa présence est compromise lorsqu'il se tire dans la jambe gauche en nettoyant une arme à feu.
Bryce Brentz fait ses débuts dans le baseball majeur avec Boston le 17 septembre 2014 comme frappeur suppléant dans un match contre les Pirates de Pittsburgh, ce qui lui permet de récolter son premier coup sûr au plus haut niveau, un double aux dépens du lanceur Francisco Liriano.